# Bobrowniki (gromada w powiecie lipnowskim)
Bobrowniki – dawna gromada, czyli najmniejsza jednostka podziału terytorialnego Polskiej Rzeczypospolitej Ludowej w latach 1954–1972.
Gromady, z gromadzkimi radami narodowymi (GRN) jako organami władzy najniższego stopnia na wsi, funkcjonowały od reformy reorganizującej administrację wiejską przeprowadzonej jesienią 1954 do momentu ich zniesienia z dniem 1 stycznia 1973, tym samym wypierając organizację gminną w latach 1954–1972.
Gromadę Bobrowniki z siedzibą GRN w Bobrownikach utworzono – jako jedną z 8759 gromad na obszarze Polski – w powiecie lipnowskim w woj. bydgoskim, na mocy uchwały nr 24/8 WRN w Bydgoszczy z dnia 5 października 1954. W skład jednostki weszły obszary dotychczasowych gromad Bobrowniki, Bobrowniki Pole, Białe Błota, Bógpomóż Stary, Polichnowo i Rybitwy ze zniesionej gminy Bobrowniki w tymże powiecie. Dla gromady ustalono 25 członków gromadzkiej rady narodowej.
31 grudnia 1959 do gromady Bobrowniki włączono wieś Gnojno oraz miejscowości Lisek, Stara Rzeczna, Sowia Góra i Rumunki Brzustowo ze zniesionej gromady Barany, wsie Brzeźno, Wąkole, Kolonia-Brzeźno, Żabieniec, Dębówiec, Oparczyska, Komorowo i Rumunki Komorowo oraz miejscowości Truminy, Trzciniak, Olszowe Błota, Jeziorne Łąki, Czarna Rola, Stawiska, Krawcowe Polka, Korytkowo, Wierzbinki, Dębiny, Jaźwiny, Zdrojki, Papiernia, Zieloniewszczyzna i Zielona Góra ze zniesionej gromady Brzeźno, a także lasy państwowe o obszarze 1.217 ha ze zniesionej gromady Sumin, w tymże powiecie.
1 stycznia 1961 z gromady Bobrowniki wyłączono (a) część oddziałów leśnych nr 151, 153, 154, 171 i 172 o ogólnej powierzchni 38,22 ha, włączając je do gromady Osówka oraz (b) część oddziałów leśnych nr 183, 184, 194, 195, 196, 206 i oddział leśny nr 207 o ogólnej powierzchni 102,87 ha, włączając je do gromady Jankowo – w tymże powiecie.
1 lipca 1967 do gromady Bobrowniki włączono oddział leśny nr 277 lasów państwowych Nadleśnictwa Wąkole o obszarze 35,10 ha z gromady Fabianki w powiecie włocławskim w tymże województwie.
1 stycznia 1969 z gromady Bobrowniki wyłączono sołectwo Komorowo o ogólnej powierzchni 990 ha, włączając je do gromady Radomice w tymże powiecie.
1 stycznia 1970 do gromady Bobrowniki (retroaktywnie) włączono wieś Oparczyska o ogólnej powierzchni 554 ha z gromady Radomice w tymże powiecie.
Gromada przetrwała do końca 1972 roku, czyli do kolejnej reformy gminnej. 1 stycznia 1973 w powiecie lipnowskim reaktywowano gminę Bobrowniki (przejściowo zniesioną w latach 1976–82).